# Hubertus Sievers
Hubertus Sievers (* 1956 in Bad Pyrmont) ist ein deutscher Betriebswirt, Steuerberater und Hochschulprofessor.

## Werdegang
Sievers studierte Betriebswirtschaftslehre an der Technischen Universität Berlin und war dort anschließend ab 1982 als wissenschaftlicher Mitarbeiter am Lehrstuhl für Wirtschaftsprüfung und Treuhandwesen tätig. 1986 wurde er zum Dr. rer oec. promoviert.
Bevor er die Abteilung Finanzen, Bilanzen und Steuern eines Berliner Unternehmens leitete, war er als Mitarbeiter einer Wirtschaftsprüfungs- und Steuerberatungsgesellschaft tätig.
Schließtlich wurde Sievers 1993 als Professor für Betriebswirtschaftslehre / Controlling an die Fachhochschule Brandenburg (heutige Technische Hochschule Brandenburg) berufen.

## Forschung und Lehre
Seine Arbeitsschwerpunkte sind die allgemeine Betriebswirtschaftslehre, insbesondere Rechnungswesen und Controlling. Seine Forschungsschwerpunkte sind Existenzgründung, kleine und mittelständische Unternehmen, Unternehmensstrukturierung, -finanzierung, -sanierung und -nachfolge, Existenzgründung und strategisches Controlling.

## Veröffentlichungen (Auswahl)
- Hubertus Sievers (1986): Bilanzpolitik und Prüfungsprobleme bei notleidenden Unternehmen, Dissertation, Berlin, Technische Universität, 197 Seiten